# Качкі-Плястове
Качкі-Плястове (пол. Kaczki Plastowe) — село в Польщі, у гміні Пшикона Турецького повіту Великопольського воєводства.
Населення — 109 осіб (2011).
У 1975-1998 роках село належало до Конінського воєводства.

## Демографія
Демографічна структура станом на 31 березня 2011 року:
|          | Загалом | Допрацездатний вік | Працездатний вік | Постпрацездатний вік |
| -------- | ------- | ------------------ | ---------------- | -------------------- |
| Чоловіки | 54      | 9                  | 40               | 5                    |
| Жінки    | 55      | 10                 | 32               | 13                   |
| Разом    | 109     | 19                 | 72               | 18                   |